# 馬近浦ロケットエンジン試験施設
馬近浦ロケットエンジン試験施設（マグンポ ロケットエンジンしけんしせつ）は、朝鮮民主主義人民共和国咸鏡南道咸興市に所在する固体ロケットモーター試験施設。

## 概要
馬近浦ロケットエンジン試験施設は、北朝鮮咸鏡南道咸興市の興南区域の西数キロメートル、北朝鮮の東海岸（日本海側）に立地する。施設は2013年3月18日に商用衛星画像で建設中であることが最初に特定された。これは、それまでに公然と特定された、北朝鮮国内の同様の施設では最新かつ最大の施設である。
この施設の公的に知られる、最初の使用事例は、2016年3月24日に金正恩が大型の固体ロケットモーターの試験を「指南」したときに発生した。ただし、その時は追加実験に関して実施を示す情報は提供されなかったので、施設での操作と衛星画像以外についてはあまり知られていない。
2019年の情報からは、本試験施設は、よく維持されており、明らかに能力があり、将来の固体ロケットモーター試験にいつでも使用できることがうかがわれる。